# Christopher Gérard
Pour les articles homonymes, voir Gérard.
Christopher Gérard, né le 7 juillet 1962 à New York, est un écrivain et critique littéraire belge de langue française.

## Biographie
Son goût du latin et du grec, appris sur les bancs de l'Athénée Robert Catteau (Bruxelles), son expérience, dès l'âge de 13 ans, d'archéologue amateur (fouilles de la nécropole mérovingienne de Franchimont, des sanctuaires gallo-romains de Matagne, etc.) et sa passion pour les mythologies poussent Christopher Gérard à entreprendre des études de philologie classique à l’Université libre de Bruxelles, qu'il achève par une traduction du Contre les Galiléens de l’empereur Julien, publiée en 1995. 
De 1992 à 2001, il dirige la revue Antaios, qui ambitionnait de prendre la suite de la revue du même nom fondée en 1959 par Mircea Eliade et Ernst Jünger. Cette revue, consacrée aux traditions polythéistes, est citée élogieusement dans le dernier volume du Journal d'Ernst Jünger, Soixante-dix s'efface. 
Il est par ailleurs proche de la Nouvelle Droite. 
Christopher Gérard a publié en 2007 une synthèse de son parcours philosophique et spirituel sous le titre La Source pérenne. En 2009, il a publié Aux Armes de Bruxelles, un récit qui se présente comme une promenade amoureuse et littéraire dans l'ancienne capitale des Ducs de Bourgogne, Bruxelles. Il a aussi publié quatre romans. 
Il rédige des chroniques pour diverses revues et sites littéraires : Service littéraire, Le Salon littéraire, La Nouvelle Revue d'histoire, Le Spectacle du monde, Marginales, etc.
Membre du PEN club, Christopher Gérard a fait partie du jury du Prix littéraire du Parlement de la Fédération Wallonie-Bruxelles; il appartient au Fonds National des Lettres.
Il a été membre des Amis de Gabriel Matzneff jusqu'en 2021 (dissolution).

## Réception critique
De son premier roman, Le Songe d'Empédocle, le critique belge Pol Vandromme a écrit de lui, dans les Dernières nouvelles d'Alsace : « Christopher Gérard pense à contre-courant du siècle et écrit à contre-mode de la platitude littéraire d'aujourd'hui. C'est un auteur hors norme, qui fait craquer l'univers confiné du parisianisme, qui largue les amarres, gonfle les voiles pour le départ du voyage de l'apothéose romantique. Une singularité éclatante inspire et soutient sa nostalgie cosmique (…) Aucun des travers de l'académisme ornemental et sous surveillance des augures ; mais le libre mouvement du romanesque magique qui, dans une langue naturelle et limpide, rappelle les réussites majeures d'André Fraigneau. » 
Sur le même livre, le poète et helléniste Yves Battistini, traducteur des Présocratiques, a pu écrire : « J'aime votre livre. Pour son titre d'abord, qui ouvre à la pensée le troisième espace comme dirait René Char, pour sa méthode ensuite, et le parti que vous avez pris de faire assister le lecteur à une errance, à un voyage initiatique. (…) Brocéliance, Merlin, Dada, l'Ordre teutonique… Oui, voilà le vrai savoir. Grâce à vous, l'eau parlante ne s'est point tarie… »
Aux Armes de Bruxelles a été salué par Jacques De Decker dans Le Soir du 27 février : « un livre délicieux, dont on peut dire qu’il est un des plus fervents que la ville ait inspirés ; (…) L’auteur se promène dans Bruxelles comme autour de sa chambre, (…) il pérégrine parmi ses lieux d’élection, librairies, jardins publics, musées, maisons de thé et autres étapes hospitalières d’une capitale dont il nous confirme qu’elle est imprégnée d’un art de vivre sans équivalent. (…) Il nous donne là un ouvrage qui deviendra un talisman que se recommanderont les Bruxellois de souche et de cœur, et un sésame indispensable à ceux qui se sentent la vocation de les rejoindre. » Claire Devarrieux dans Libération qualifie ainsi le texte : « Un quadrillage alerte, considérablement plus précis et peuplé de fantômes que les guides habituels ».
Jacques Franck publie dans La Libre Belgique une recension élogieuse de son roman Vogelsang ou la mélancolie du vampire, qu'il juge « marbré d'ironie, tramé d'inventions narquoises et de sourires en coin ».
Quolibets (2013) a inspiré ces lignes à l'écrivain Bruno de Cessole, dans Valeurs actuelles : « Romancier et critique, ce moderne païen partage avec Pol Vandromme « un amour exclusif de la littérature allié à un souverain mépris des modes », ainsi qu’un dédain ironique pour le pédantisme stérile des théories et l’intrusion de la morale dans les jugements esthétiques. »
Le même essai suscite ce commentaire de Ludovic Maubreuil, sur le site Cinématique : « Christopher Gérard est un écrivain usant de phrases limpides et de mots qui font mouche, maniant l’ironie élégante sans rien renier d’un romantisme de bon aloi, n’ayant pas le paganisme théâtral et bruyant, mais fondant au contraire sur de solides convictions païennes, un art d’écrire et de lire qui ne succombe jamais à la lâcheté des modes, manière courageuse de rester égaré quand tant d’autres ont trouvé leur file d’attente, leur case, leur comptoir, dont ils ne bougeront plus, enfin réconfortés. »

## Œuvres
- Le Contre les Galiléens de l’empereur Julien, Ousia, 1995
- Parcours païen, essai, L’Âge d'Homme, 120 p., 2000  (ISBN 978-2825114247)
- Le Songe d’Empédocle, roman, L’Âge d’Homme, coll. Contemporains, 2003 ; rééd. 2013  (ISBN 978-2825144978), Prix E. Martin de l'A.E.B.
- Maugis, roman, L’Âge d’Homme, 2005 ; rééd. Pierre-Guillaume de Roux, 256 p., 2020  (ISBN 978-2363713384)
- La Source pérenne, essai, L'Âge d'Homme, 173 p., 2007  (ISBN 978-2825137253)
- Aux Armes de Bruxelles, récit, L'Âge d'Homme, coll. "La Petite Belgique", 186 p., 2009  (ISBN 978-2825139172), Prix Félix Denayer de l'Académie royale de langue et de littérature françaises. ; rééd. Pierre-Guillaume de Roux, 283 p., 2017  (ISBN 978-2363712035)
- Porte Louise, roman, L’Âge d’Homme, coll. "La Petite Belgique", 157 p., 2010  (ISBN 978-2825140208)
- Vogelsang ou la mélancolie du vampire, roman, L’Âge d’Homme, coll. "La Petite Belgique", 166 p., 2012  (ISBN 978-2825141991), Prix Indications du meilleur roman.
- Quolibets. Journal de lectures, essai, L’Âge d’Homme, 224 p., 2013  (ISBN 978-2825142967) ; rééd. Les Nobles voyageurs : journal de lectures, Paris, La Nouvelle Librairie, 466 p., 2023  (ISBN 978-2-38608-007-4)
- Osbert & autres historiettes, nouvelles, L’Âge d’Homme, 105 p., 2014  (ISBN 978-2825143858)
- Le Prince d'Aquitaine, roman, Pierre-Guillaume de Roux, 157 p., 2018  (ISBN 978-2363712561), Grand Prix spécial de L'Incorrect.

## Distinctions
- 2003 : Prix E. Martin de l'A.E.B., pour Le Songe d'Empédocle.
- 2009 : Pris Prix Félix Denayer de l'Académie royale de langue et de littérature françaises, pour Aux Armes de Bruxelles.
- 2012 : Prix Indications du meilleur roman, pour Vogelsang ou la mélancolie du vampire.
- 2018 : Grand Prix spécial de L'Incorrect, pour Le Prince d'Aquitaine[8].